# فرانك مكنيل
فرانك مكنيل (1 أكتوبر 1877 في نيوزيلندا - 21 أكتوبر 1930 في نيوزيلندا) (بالإنجليزية: Frank McNeill)‏ هو لاعب كريكت نيوزلندي.

## وصلات خارجية
- فرانك مكنيل على موقع إي آس بي آن كريك إنفو (الإنجليزية)